# 김윤우
김윤우 (한국 한자: 金昀佑, 2000년 12월 28일 ~ )는 대한민국의 배우이다.

## 학력
- 백석예술대학교 공연예술학부 연기과 (재학)

## 출연 작품

### 드라마
- 2022년 플레이리스트 드라마 《미미쿠스》 ... 지수빈 역
- 2023년 tvN 월화 드라마 《이로운 사기》 ... 한무영 역 (아역)
- 2023년 MBC 금토 드라마 《연인》 ... 량음 역
- 2023년 Netflix 오리지널 드라마 《경성크리처》 … 최영관 역
- 2024년 Xclusive 오리지널 드라마 《비긴즈유스 (Begins≠Youth)》... 하루 역

### 영화
- 2021년 《새콤달콤》 ... 팀원9 역

## 수상 및 후보
| 연도   | 시상식       | 부문          | 작품 | 결과 |
| ------ | ------------ | ------------- | ---- | ---- |
| 2023년 | MBC 연기대상 | 신인상 (남자) | 연인 | 수상 |